# ابوحصانی
ابو حیسانی در عربستان سعودی است که در استان مکه واقع شده‌است.